# Dinastia Ganga Occidental

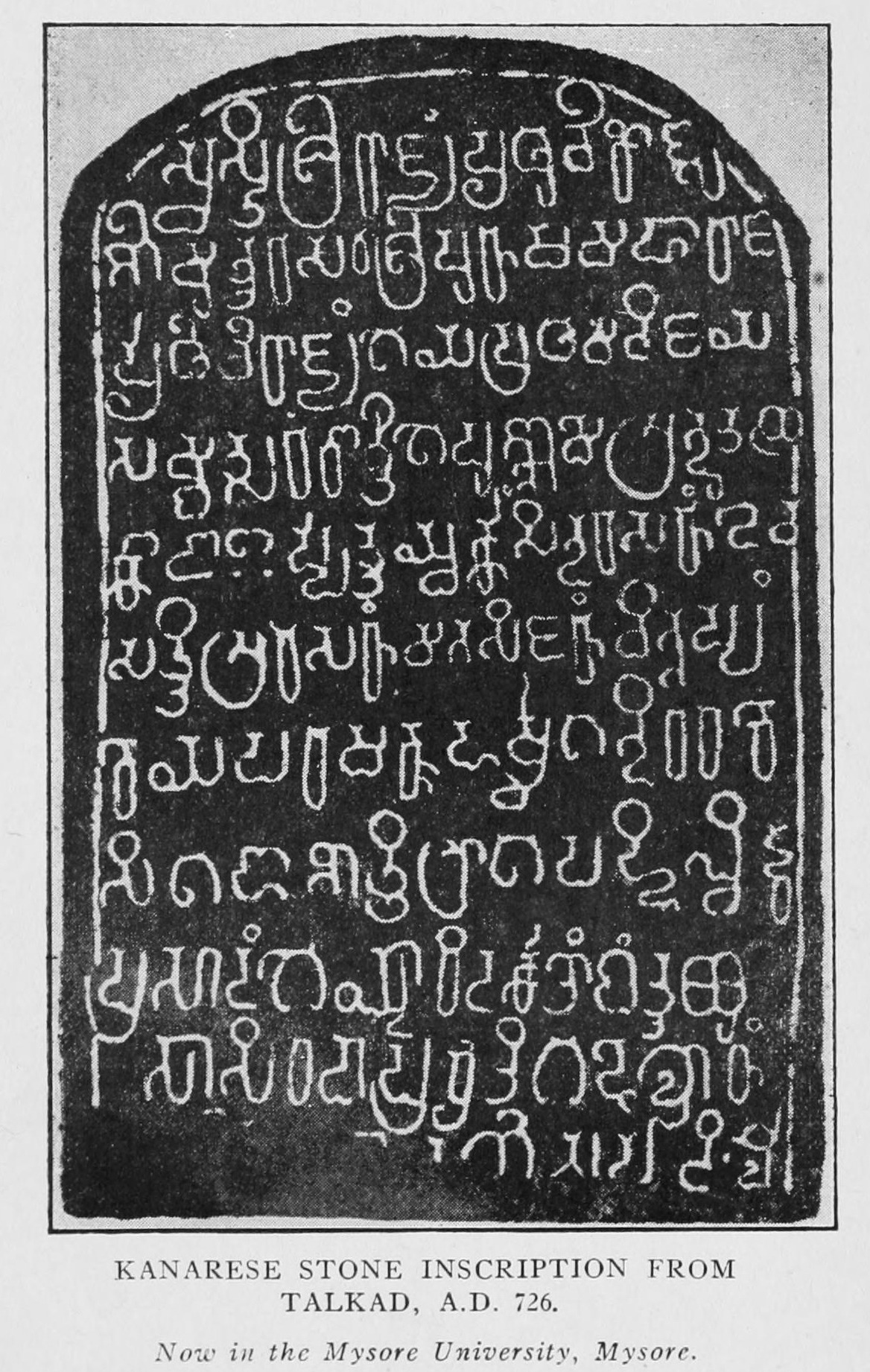
Inscripció en antic Kannada de vers 726 descoberta a Talakad, del regnat de Shivamara I o Sripurusha

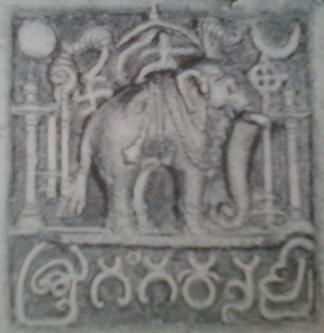
Emblema de la dinastia Ganga en una peça de coure del

La dinastia Ganga Occidental fou una important dinastia governant el país Karnataka a l'Índia que va durar d'aproximadament el 350 al 1000. Són coneguts com els Gangues Occidentals o de Talakad per distingir-los dels Gangues Orientals que en segles posteriors van governar sobre Kalinga (moderna Odisha). La creença general és que els Gangues Occidental van començar el seu govern durant el temps quan els diversos clans natius van afirmar la seva llibertat a causa del debilitament de l'imperi Pal·lava a l'Índia del sud, un esdeveniment geo-polític de vegades atribuït a les conquestes al sud de Samudra Gupta. Els Gangues Occidentalsa inicialment van governar a Kolar i més tard van traslladar la seva capital a Talakadu o Talakad a les ribes del Kaveri al modern districte de Mysore. Als habitants se'ls anomena gangadikares, contracció de gangavadi kares.
Després de l'expansió de l'imperi dels Chalukya de Badami, els Gangues vam acceptar la sobirania Chalukya i van lluitar per la causa dels seu senyor contra els Pal·laves de Kanchi. Els Chalukya va ser reemplaçats pels Raixtrakutas de Manyakheta el 753 com a poder dominant al Deccan. Després d'un segle de lluita per l'autonomia, els Gangues Occidentals finalment van acceptar la sobirania Raixtrakuta i van lluitar amb èxit al seu costat contra el seu rivals, la dinastia Chola de Tanjavur. A finals del segle x al nord del Tungabhadra, els Raixtrakutes van ser reemplaçats per l'emergent imperi Chalukya Occidental i la dinastia Cola la dinastia va veure el seu poder renovat al sud del riu Kaveri. La derrota dels Gangues Occidentals a mans dels Coles al voltant de l'any 1000 va suposar el final de la influència Ganga sobre la regió.
Encara que territorialment fou un regne petit, els Gangues Occidentals van tenir una important contribució a la politica, la cultura i la literatura al sud del modern estat de Karnataka. Els Els reis Gangues Occidentals es van mostrar benèvols i tolerants a totes les creences però són famosos pel seu patronatge del Jainisme resultant en la construcció de monuments en llocs com Shravanabelagola i Kambadahalli. Els reis d'aquesta dinastia van animar les belles arts a causa que la literatura en Kannada i Sànscrit van florir. L'obra de Chavundaraya, Chavundaraya Purana del 978, és una feina important de la prosa Kannada. Molts clàssics van ser escrits en els diversos temes que varien de la religió a l'entrenament d'elefants.

## Història
Múltiples teories han estat proposades pel que fa als ancestres dels fundadors de la dinastia Ganga Occidental (previs al segle iv). Alguns relats mítics consideren un origen del nord, mentre les teories basades en l'epigrafia suggereixen un origen del sud. Els historiadors que proposen l'origen del sud han debatut si els primers caps del clan (previ al seu augment a poder) era nadius dels districtes del sud del modern Karnataka, la regió de Kongu (Kongu Nadu) al modern Tamil Nadu o dels districtes del sud del modern Andhra Pradesh. Aquestes regions abracen una àrea del del sud del Dècan on els tres estats moderns es fusionen geogràficament. Es teoritza que el Gangues podrien haver aprofitat la confusió causada per la invasió d'Índia del sud pel rei del nord Samudra Gupta prèvia al 350, i es van crear un regne propi. L'àrea que van controlar va ser anomenada Gangavadi i la formaven regions dels districtes moderns de Mysore, Hassan Chamarajanagar, Tumkur, Kolar, Mandya i Bangalore a l'estat de Karnataka. A vegades també van controlar algunes àrees al modern Tamil Nadu (Kongu Nadu, la regió que comença a ser coneguda a partir del segle vi amb el rei Avinita) i Andhra Pradesh (Ananthpur la regió que comença a ser coneguda a mitjan segle v). El rei fundador de la dinastia fou Konganivarma Madhava qui va fer de Kolar la seva capital al voltant del 350 i va governar per aproximadament vint anys.
Pel temps del rei Harivarma el 390, els Gangues havien consolidat el seu regne amb Talakad com a capital. El seu canvi de la primera capital Kolar podria haver estat un moviment estratègic un amb la intenció de contenir el creixent poder Kadamba. Pel 430 havien consolidat els seus territoris orientals que comprenien els moderns districtes de Bangalore, Kolar i Tumkur i pel 470 havien obtingut control sobre Kongu Nadu, regió al modern Tamil Nadu, Sendraka (modern Chikkamagaluru i Belur), les regions de Punnata i Pannada (comprenent els moderns Heggadadevanakote i Nanjangud) a l'estat modern de Karnataka. El 529, el rei Durvinita va pujar al tron després de lliurar una guerra amb el seu germà més jove que va ser afavorit pel seu pare el rei Avinita. Alguns comptes suggereixen que en aquesta lluita de poder, els Pal·laves de Kanchi van donar suport a Avinita en la seva elecció d'hereu i el rei Vijayaditya dels Chalukya de Vatapi o Badami, va donar siport al seu sogre Durvinita. De les inscripcions se sap que aquestes batalles van ser lliurades a Tondaimandalam i Kongu (al nord del Tamil Nadu) incitant a alguns historiadors a suggerir que Durvinita va lluitar contra els Pal·laves amb èxit. Considerat el més exitós dels reis Gangues, Durvinita estava versat tant en arts com música, ball, ayurveda i doma d'elefants salvatges. Algunes inscripcions l'elogien i el comparen a Yudhishthira i Manu – figures de la mitologia hindú coneguts per la seva saviesa i justícia.
Políticament, els Gangues eren feudataris i aliats propers (i tenien també relacions matrimonials compartides) dels Chalukya. Això és testificat per inscripcions que descriuen les seves campanyes conjuntes contra el seu arxi-enemic, el rei Pal·lava de Kanchi. De l'any 725 en endavant, el territori Gangavadi van passar a ser anomenat com el "Gangavadi-96000" (Shannavati Sahasra Vishaya) comprenent les províncies orientals i occidentals del sud del modern estat de Karnataka. El rei Sripurusha va lluitar contra el rei Pal·lava Nandivarman Pallavamalla amb èxit, capturant Penkulikottai al nord d'Arcot sota el seu control temporalment pel que va guanyar el títol de Permanadi. Una competició amb els Pandyes de Madurai per controlar el Kongu va acabar en una derrota Ganga, però un matrimoni entre una princesa Ganga i Rajasimha Pandya aviat va portar la pau ajudant als Gangues a retenir el control sobre la regió disputada.
El 753, quan el Raixtrakutas van reemplaçar als Chalukya Occidentals com la força dominant al Dècan, els Gangues van oferir resistència durant el tomb d'un segle. Shivamara II és majoritàriament conegut per les seves guerres amb el Raixtrakuta Dhruva Dharavarsha, la seva subsegüent derrota i empresonament, el seu alliberament de presó i finalment la seva mort en el camp de batalla. La resistència Ganga va continuar a través del regnat de Raixtrakuta Govinda III i el 819, una resurgència Ganga els va permetre obtenir un control parcial de Gangavadi en el regnat de Rachamalla. Veient la futilitat de fer la guerra amb els Gangues Occidentals, Rashtrakuta Amoghavarsha va donar la seva filla Chandrabbalabbe en matrimoni al príncep ganga Butuga I, fill del rei Ereganga Neetimarga. Els Gangues després esdevenien estrets aliats dels Raixtrakutas, una posició que van mantenir fins al final de la dinastia Raixtrakuta de Manyakheta.
Després d'un període sense grans esdeveniments, Butuga II va ascendir al tron el 938 amb l'ajuda de Raixtrakuta Amoghavarsha III (amb la filla del qual es va casar). Va ajudar els Raixtrakutas a obtenir victòries decisives a Tamilakam a la batalla de Takkolam contra la dinastia Cola. Amb aquesta victòria, els Raixtrakutas van agafar el control del nord del modern Tamil Nadu. A canvi del seu valor, els Gangues van rebre extensos territoris a la vall del Tungabhadra. El rei Marasimha II que va pujar al poder el 963 va ajudar els Raixtrakutes en victòries contra el rei Gurjara-Pratihara Lalla i el rei Paramara de Malwa a l'Índia Central. Chavundaraya, un ministre de la cort Ganga Occidental fou un valent comandant, administrador capaç i un poeta acomplert en kannada i en sànscrit. Va servir al rei Marasimha II i els seus successors amb habilitat i va ajudar el rei Rachamalla IV a liquidar una guerra civil el 975. Cap al final del segle x, els Raixtrakutes havien estat suplantats pels Chalukya Occidentals a Manyakheta. Al sud, la dinastia Chola va tenir una ressurgència de poder sota Rajaraja I i va conquerir Gangavadi al voltant de l'any 1000, portant a la dinastia Ganga Occidental al seu final. Després, grans àrees del sud de Karnataka van passar als Coles per aproximadament un segle.

## Administració

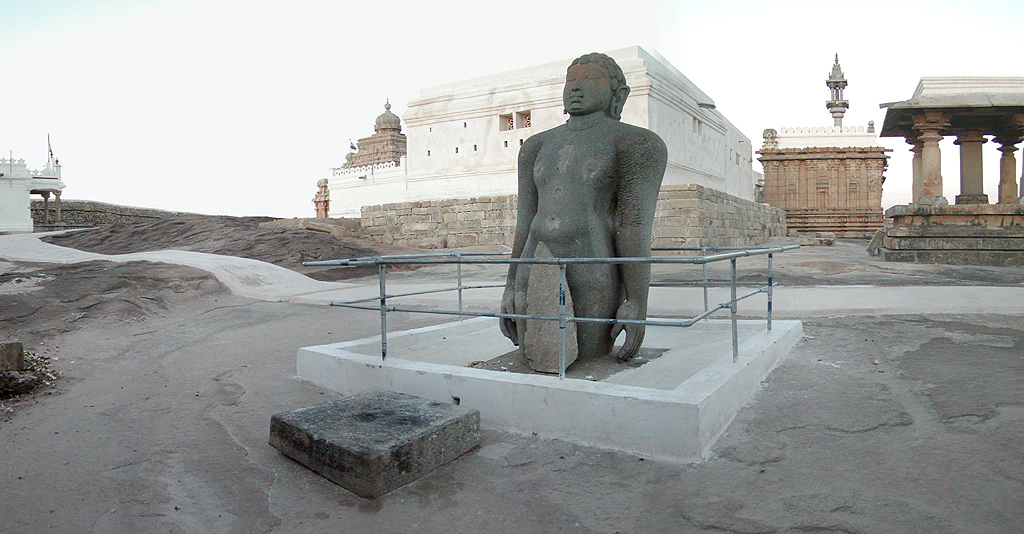
Sant Bharatha a un temple Shravanabelagola

L'administració Ganga Occidental va ser influïda pels principis declarats en el text antic arthashastra. La successió al tron era hereditària però hi hi havia casos en què això va ser ignorat. El regne va ser dividit en Rashtra (districte), en Visaya (consistint possiblement en 1000 pobles) i Desa. Des del segle viii, el terme sànscrit Visaya va ser reemplaçat pel terme kannada Nadu. Els exemples d'aquest canvi són Sindanadu-8000 i Punnadu-6000, amb els erudits diferint sobre la importància del sufix numèric. Ells opinen que fou o be els ingressos de la collita de la divisió computats en termes d'efectiu o el nombre de guerrers en aquella divisió o el número dels ingressos que pagaven els llogarrets en aquella divisió o el número dels pobles inclosos en aquell territori.
Les inscriptions han revelat diversos càrrecs administratius importants com primer ministre (sarvadhikari), tresorer (shribhandari), ministre d'afers estrangers (sandhivirgrahi) i ministre en cap (mahapradhana). Totes aquestes posicions portaven un títol addicional de comandant (dandanayaka). Altres assenyalaments eren ajudants reials (manevergade), mestre de robes (mahapasayita), comandant de cos d'elefant (gajasahani), comandant de cavalleria (thuragasahani) etc. En la casa reial, Niyogis controlava l'administració de palau, joies i roba reial etc. I el Padiyara era responsable de cerimònies de la cort que inclouen els uxiers i el protocol.
Els oficials al nivell local eren el pergade, nadabova, nalagamiga, prabhu i gavunda. El pergades era superintendents de totes les classes socials com artesans, ferrers d'or, ferrers negres etc. El pergades tractant amb la casa reial va ser anomenats manepergade (superintendent de la casa) i els que van recollir els pagaments van ser anomenats Sunka vergades. El nadabovas eren comptables i col·leccionistes d'impostos a nivell de Nadu (país) i de vegades funcionaven com escrivans. El nalagamigas eren agents que van organitzar i mantenir la defensa a nivell de Nadu. El prabhu va constituir un grup de persones d'elit que concedien terres i demarcaven els límits de les terres. El gavundas que apareixen més sovint en inscripcions eren la columna vertebral de la política del sud de Karnataka: eren amos i elit local dels que l'estat va utilitzar els seus serveis per recollir impostos, mantenir registres dels amos de les terres, donacions i transaccions i fins i tot aixecar la milícia quan era requerida.
Les inscripcions que especificaven les donacions de terra, els drets i la propietat eren descriptius de les fronteres de la demarcació que utilitzava característiques naturals com rius, corrents, canals d'aigua, turons, grans pedres, traçats dels pobles, ubicació de forts (kote) i qualsevol a la proximitat, canals de reg, temples, tancs i fins i tot arbusts i arbres grans. També incloïa el tipus de terra, les collites que es podien obtenir i els tancs fonts per ser utilitzats per reg. Les inscriptions esmenten terra humida, cultivable, bosc i terra de residus. Hi ha referències nombroses a llogarets (palli) pertanyents a les comunitats de caçadors que van residir allí (bedapalli). Del segle vi cap endavant, les inscripcions es refereixen a senyors feudals pel títol arasa. El arases eren qualsevol bramin o de fons tribal que va controlar els territoris hereditaris que pagaven tribut periòdic al rei. Els velavali que eren els guardaespatlles lleials a la reialesa eren guerrers feroços sota jurament (vele). Es van traslladar amb la família reial i esperaven lluitar per l'amo i lliurar les seves vides en el procés si calia. Si el rei moria, el velavali era requerit a auto immolar-se en la pira funerària del amo.

## Reis
- Konganivarman Madhava 	(350–370)
- Madhava 	(370–390)
- Harivarman 	(390–410)
- Vishnugopa 	(410–430)
- Madhava III Tandangala 	(430–469)
- Avinita 	(469–529)
- Durvinita 	(529–579)
- Mushkara 	(579–604)
- Polavira 	(604–629)
- Srivikrama 	(629–654)
- Bhuvikarma 	(654–679)
- Shivamara I 	(679–726)
- Sripurusha 	(726–788)
- Shivamara II 	(788–816)
- Rachamalla I 	(816–843)
- Ereganga Neetimarga 	(843–870)
- Rachamalla II 	(870–907)
- Ereganga Neetimarga II 	(907–921)
- Narasimha 	(921–933)
- Rachamalla III 	(933–938)
- Butuga II 	(938–961)
- Marulaganga Neetimarga 	(961–963)
- Marasimha II Satyavakya 	(963–975)
- Rachamalla IV Satyavakya 	(975–986)
- Rachamalla V (Rakkasaganga) 	(986–999)
- Neetimarga Permanadi 	(999)
- Rajaraja I (Chola) 	(985–1014)